# Bosnormand
 Bosnormand  là một xã thuộc tỉnh Eure trong vùng Normandie miền bắc nước Pháp.